# Chittapur, Lingsugur
Chittapur là một làng thuộc tehsil Lingsugur, huyện Raichur, bang Karnataka, Ấn Độ.